# Abeløya

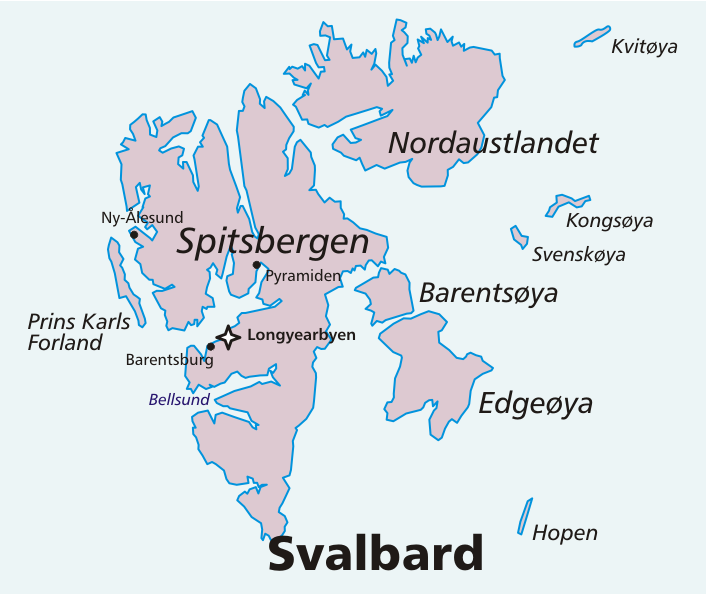
Lägeskarta

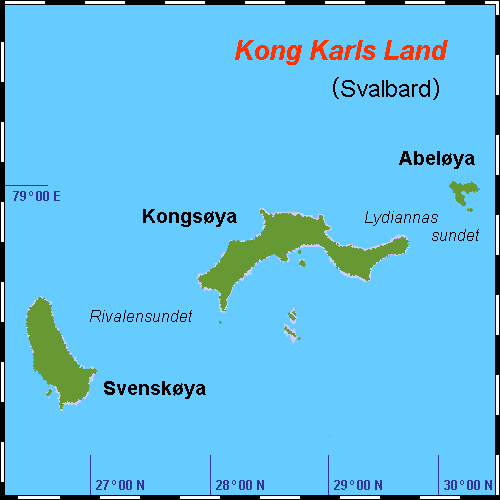
Kong Karls Land

Abeløya är en liten ö i ögruppen Kong Karls land i nordöstra Svalbard. Ögruppen Kong Karls land har den största populationen av isbjörn i hela Svalbard.

## Geografi
Abeløya ligger cirka 275 km nordöst om Longyearbyen och cirka 80 km sydöst om Nordaustlandet i Barents hav i Norra ishavet. 
Den obebodda ön har en area på cirka 13,2 km² och utgör den östligaste ön i ögruppen :
Ön består av sedimentära bergarter från Mesozoikum och basaltsten och har endast mycket lite växtlighet :
Förvaltningsmässigt ingår Abeløya i naturreservatet Nordaust-Svalbard naturreservat :

## Historia
Ögruppen upptäcktes möjligen redan 1617 av engelske valfångaren Thomas Edge som då döpte området till Wiches Land . Ögruppen föll därefter i glömska.
1853 återupptäckte norske sälfångaren Erik Eriksen  ögruppen igen utan att närma sig den.
Abeløya är namngiven efter norske matematikern Niels Henrik Abel.
Abeløya besöktes därefter av flera expeditioner däribland en engelsk under ledning av Arnold Pike 1897 och tyska "Helgolandexpeditionen" under ledning av Römers och Schaudinns 1898.
1930 besöktes ön av den norska "Franz Josef Land Expedition" under ledning av G. Horn.
1973 inrättades Nordaust-Svalbard naturreservat. 
Den 1 juli 1985 instiftades totalt landstigningsförbud på hela ögruppen. Förbudet gäller alla öar och skär och inkluderar även havsområdet 500 meter från land .